# Gabriele Albertini
Gabriele Albertini (ur. 6 lipca 1950 w Mediolanie) – włoski polityk, prawnik, burmistrz Mediolanu, poseł do Parlamentu Europejskiego i senator.

## Życiorys
Ukończył w 1974 studia prawnicze. Przez ponad dwadzieścia lat pracował w przedsiębiorstwie Albertini Cesare Spa., funkcjonującym w branży metalurgicznej. Zaangażował się też w działalność w ramach Generalnej Konfederacji Przemysłu Włoskiego. W połowie lat 90. przewodniczył Włoskiej Federacji Związkowej Przemysłu Metalowo-Mechanicznego (Federmeccanica).
Od 1997 do 2006 zajmował stanowisko mera Mediolanu. W 2004 i w 2009 uzyskiwał mandat posła do Parlamentu Europejskiego z ramienia partii Forza Italia (przekształconej w 2009 w Lud Wolności). Pełnił funkcję wiceprzewodniczącego Komisji Transportu i Turystyki, zasiadał we frakcji Europejskiej Partii Ludowej.
W 2013 odszedł z Europarlamentu w związku z wyborem do Senatu XVII kadencji z ramienia koalicji Z Montim dla Włoch, do której przeszedł z Ludu Wolności. Był też w tym samym roku kandydatem koalicji na urząd prezydenta Lombardii. W 2014 został członkiem Nowej Centroprawicy.
Otrzymał m.in. Order Imperium Brytyjskiego III klasy, francuską Legię Honorową IV klasy, Order Zasługi Wielkiego Księstwa Luksemburga II klasy.